# Diaporthopsis nigrella
Diaporthopsis nigrella är en svampart som först beskrevs av Bernhard Auerswald, och fick sitt nu gällande namn av Fabre 1883. Diaporthopsis nigrella ingår i släktet Diaporthopsis och familjen Diaporthaceae.   Inga underarter finns listade i Catalogue of Life.